# Hylaeus maximilianus
Hylaeus maximilianus är en biart som beskrevs av Dathe 2006. Hylaeus maximilianus ingår i släktet citronbin, och familjen korttungebin. Inga underarter finns listade i Catalogue of Life.